# Погорелово (Подлесный сельсовет, Вологодский район)
Погорелово — деревня в Вологодском районе Вологодской области.
Входит в состав Подлесного сельского поселения, с точки зрения административно-территориального деления — в Подлесный сельсовет.
Расстояние до центра муниципального образования Огарково по прямой — 0,6 км. Ближайшие населённые пункты — Крылово, Огарково, Катунино, Чахлово, Медовщиково, Кишкино, Лазарево.
Деревня Погорелово зарегистрирована постановлением губернатора Вологодской области 17 апреля 2001 года.
По данным переписи в 2002 году постоянного населения не было.